# Parlamento Escocés
El Parlamento Escocés (en inglés, Scottish Parliament, en gaélico escocés Pàrlamaid na h-Alba y en escocés, Scots Pairlament) es el legislativo unicameral descentralizado de Escocia. Se encuentra situado en la zona de Holyrood, en la ciudad de Edimburgo, al final de Royal Mile, la principal arteria histórica de la capital. Por esta razón, al Parlamento Escocés se le conoce informalmente por Holyrood.
El primer Parlamento de Escocia, también llamado los Estados de Escocia, fue la cámara legislativa del Reino de Escocia, y funcionó desde comienzos del siglo XIII hasta que la monarquía independiente se fusionó con el Reino de Inglaterra conforme al Acta de Unión de 1707, para formar el Reino de Gran Bretaña. Como consecuencia, también el Parlamento de Escocia se fusionó con el Parlamento de Inglaterra para formar el Parlamento del Reino Unido, que tiene su sede en Westminster, en Londres.
Tras el referéndum escocés de 1997, donde los escoceses respaldaron ampliamente la recuperación de la institución legislativa, el actual Parlamento lo estableció la Ley de Escocia de 1998, mediante la que devolvieron algunas competencias a Escocia. Esta ley define también las competencias de la cámara señalando explícitamente cuáles son las materias sobre las que el parlamento de Westminster tiene competencias exclusivas, entre los que se encuentran la ley que rige esta cámara así como la capacidad para aumentar o reducir sus competencias. La primera sesión del nuevo Parlamento tuvo lugar el 12 de mayo de 1999.

## El edificio
Desde septiembre de 2004, el edificio que constituye la sede oficial del Parlamento Escocés se encuentra en el barrio de Holyrood, en Edimburgo. Fue diseñado por el arquitecto español Enric Miralles, y se compone de un conjunto de edificios con forma de hoja, con un ala con cubierta herbácea, que se funde con el parque adyacente y con los gabiones de muros procedentes de construcciones anteriores. En su interior se disponen distintos motivos geométricos basados en el cuadro de Henry Raeburn del Reverendo patinando, un auténtico icono del arte escocés. Gabletes encadenados y el horizonte de barcas dadas la vuelta del Garden Lobby completan su arquitectura.La reina Isabel II inauguró el nuevo edificio el 9 de octubre de 2004.
Mientras la construcción del edificio se prolongaba (y fueron tres años más de lo previsto) el Parlamento tuvo su sede en la Cámara de la Asamblea General de la Iglesia de Escocia, a unos cientos de metros de Holyrood, también en Edimburgo.
Las fotografías oficiales y las entrevistas para la televisión a menudo tienen lugar en un patio anexo al Parlamento, que pertenece a la Universidad de Edimburgo. Además, y de manera puntual, el Parlamento Escocés se reunió en el Consejo Regional de Strathclyde, en Glasgow, en mayo de 2000 y en la Universidad de Aberdeen, en mayo de 2002. Además, en marzo de 2006, una de las vigas del techo resbaló de su soporte y quedó bailando sobre las bancadas de los conservadores. El debate en la cámara hubo de suspenderse y los trabajos parlamentarios se trasladaron al Hub de Edimburgo durante una semana, mientras se llevaban a cabo las inspecciones correspondientes.

## Cargos
Después de cada elección al Parlamento Escocés, y al inicio de la legislatura, los diputados eligen a uno de ellos para que acceda al cargo de Presidente del Parlamento Escocés (Presiding Officer) así como a dos secretarios. Al presidente y a los dos secretarios los escogen los 129 diputados en votación secreta, la única que puede tener estas características según su reglamento. La labor principal del presidente del Parlamento Escocés es presidir los procedimientos de la cámara, y en esa tarea tanto él como sus secretarios tienen que ser imparciales.
Durante los debates, el presidente está ayudado por un administrativo especialista en procedimiento, así como por un administrativo que tiene como función controlar el sistema de voto y los relojes del parlamento. Además, el área de la presidencia tiene a su cargo un funcionario que asegura que todo funciona correctamente y que tanto el personal como el inmueble y los recursos están listos para su empleo.
El presidente también tiene como misión distribuir los tiempos de intervención en la cámara, y representar institucionalmente al Parlamento, tanto fuera como dentro de Escocia.

## En la actualidad
Alison Johnstone MSP es la presidenta (PO) electa del Parlamento escocés.
El PO es imparcial en su papel. Sus responsabilidades incluyen:
- presidir reuniones a las que asistieron todos los MSP en la Cámara de Debate
- seleccionar las preguntas formuladas en el turno de preguntas semanal del primer ministro
- presidir las reuniones del órgano corporativo parlamentario escocés
- presidir las reuniones de la Mesa Parlamentaria

El PO también representa al  Parlamento escocés en el país y en el extranjero.
Annabelle Ewing y Liam McArthur son los presidentes adjuntos (DPO).

## Composición
El Parlamento escocés es unicameral, y está compuesto por 129 miembros, 73 de los cuales representan a un distrito electoral o constituency, y son elegidos por el sistema de escrutinio uninominal mayoritario, los restantes 56 miembros son elegidos en solo ocho distritos electorales, mediante el sistema de representación proporcional; los cargos electos tienen una duración de cuatro años. Tras la elección del Parlamento, este propone a uno de sus miembros para ser nombrado ministro principal de Escocia (First Minister of Scotland o Prìomh Mhinistear na h-Alba) por la reina. El resto de los ministros también son propuestos por el Parlamento y aprobados por la reina, y forman, junto con el ministro principal de Escocia, el Gobierno de Escocia, es decir, el poder ejecutivo escocés.
Escocia tiene además representación en la Cámara de los Comunes del Reino Unido, con 59 representantes elegidos en función de los distritos electorales escoceses. La Scotland Office u "Oficina de Escocia", dirigida por el Secretario de Estado de Escocia, es el departamento del Gobierno Británico dedicado a tratar los asuntos relacionados con Escocia. Desde mayo de 2019, el cargo de Secretario de Estado para Escocia lo ocupa Alister Jack.
El Parlamento Escocés tiene 129 diputados. He aquí la distribución actual de escaños. En la primera columna se encuentra la distribución salida de las Elecciones al Parlamento Escocés de 2021. En negrita figuran las formaciones de gobierno.

### Grupos parlamentarios
| Grupo Parlamentario         | Grupo Parlamentario                                                                                             | Líder/es                    | Escaños |
| --------------------------- | --- | --------------------------- | ------- |
|                             | Partido Nacional Escocés Scottish National Party Pàrtaidh Nàiseanta na h-Alba                                   | John Swinney                | 60      |
|                             | Partido Conservador y Unionista Escocés Scottish Conservative and Unionist Party Pàrtaidh Tòraidheach na h-Alba | Russell Findlay             | 30      |
|                             | Partido Laborista Escocés Scottish Labour Pàrtaidh Làbarach na h-Alba                                           | Anas Sarwar                 | 23      |
|                             | Partido Verde Escocés Scottish Green Party Pàrtaidh Uaine na h-Alba                                             | Patrick Harvie Lorna Slater | 8       |
|                             | Demócratas Liberales Escoceses Scottish Liberal Democrats Pàrtaidh Libearalach Deamocratach na h-Alba           | Alex Cole-Hamilton          | 5       |
|                             | Partido Alba Alba Party Pàrtaidh Alba                                                                           | Kenny MacAskill             | 1       |
|                             | Independientes Independents                                                                                     | John Mason Fergus Ewing     | 2       |
| Fuente: Scottish Parliament | |                             |         |

### Mesa
| Cargo                  | Titular          | Lista |
| ---------------------- | ---------------- | ----- |
| Presidenta             | Alison Johnstone | SGP   |
| Vicepresidenta primera | Annabelle Ewing  | SNP   |
| Vicepresidente segundo | Liam McArthur    | SLD   |

## Composición histórica
| 35  | 56  | 3    | 17  | 18   |
| SNP | SLP | Otr. | SLD | SCUP |

| 6   | 7   | 27  | 50  | 4    | 17  | 18   |
| SSP | SGP | SNP | SLP | Otr. | SLD | SCUP |

| 47  | 46  | 3    | 16  | 17   |
| SNP | SLP | Otr. | SLD | SCUP |

| 69  | 37  | 3    | 5   | 15   |
| SNP | SLP | Otr. | SLD | SCUP |

| 6   | 63  | 24  | 5   | 31   |
| SGP | SNP | SLP | SLD | SCUP |

| 8   | 64  | 22  | 4   | 31   |
| SGP | SNP | SLP | SLD | SCUP |

a El mínimo para ser representado en la columna de resultados es haber obtenido cuatro escaños o más. Si una formación no alcanza este umbral, será agrupada bajo la categoría de "Otros".